# 王金泉
王金泉（1923年7月23日—2020年9月10日），男，直隶（今河北）安国人，中华人民共和国军事人物，中国人民解放军开国大校，第五届全国人大代表。